# Nemo Sandman
Œuvres principales
- Blade, Voyageur de l'Infini

Nemo Sandman est un journaliste, écrivain, compositeur et auteur-réalisateur français, né en 1966 à Chaumont.

## Biographie
Il est surtout connu pour ses video clips de 45 minutes diffusés sur MTV pour New Model Army, Lustral, Ten Mother Tongues, M.I.E.L , Gabriela Arnon, End of Orgy, Rise and Fall of a Decade et pour ses publicités pour Virgin France.
Depuis 1995, il tient un blog en Anglais sur la coutellerie: Nemo Knives Review.
Il a été compositeur et illustrateur de Musiques de Nuit et Balade Nocturne chez Virgin Labels pour Max (animateur).
Nemo Sandman a produit et réalisé la vidéo présentant le chasseur Rafale fabriqué par Dassault.
Il poursuit des collaborations avec Justin Sullivan, Joolz Denby, Ray Faraday Nelson et Patrick Eris.
Pour les Rise & Fall of a decade sur le label Black Rain, Nemo Sandman a signé en 2008 les ré-orchestrations (track 2 Tchetcheny My Love et track 11 Don't Save The museum) du CD Tribute to a Friend de double album Love it or leave it.
Il signe aussi leur dernier clip: Don't Save The Museum - Urban Remix . En août 2010, il signe chez Simplastic Records et sort le single Battery Park .
En décembre 2007, pour Gérard de Villiers éditions, Nemo Sandman est l'auteur des illustrations des couvertures Blade, Voyageur de l'Infini de Jeffrey Lord (Blade #180) prenant la suite de l'illustrateur Loris Kalafat, son illustrateur de la première heure. Il en devient aussi l'auteur à partir du Blade #195 - L'Empire de Tesla  et Blade #196 - L'Ombre de la Horde puis en collaboration avec Patrick Eris à partir du Blade #198 - Opération Résilience.
En 2010, il illustre une nouvelle de Jean-Pierre Favard « Incident de parcours », Freaks Corp. no 4, juillet 2010.
En 2011, il devient aussi illustrateur pour la collection Zone d'Ombres aux éditions Asgards  ainsi que pour les éditions Malpertuis  et des auteurs comme Gilles Vidal  ou Brice Tarvel.
À partir de 2014, il est journaliste reporter d'images à TF1 pour le journal de 13h de Jean-Pierre Pernaut, le 20h de Gilles Bouleau et les éditions du week end,. Il couvre, entre autres, l'affaire Aurélie Chatelain  et l'Attentat de l'église de Saint-Etienne-du-Rouvray.

## Romans
- Blade, Voyageur de l'Infini 195, L'Empire de Tesla (Éditions Vauvenargues, octobre 2010 -  (ISBN 978-2-7443-1652-4))
- Blade, Voyageur de l'Infini 196, L'Ombre de la Horde (Éditions Vauvenargues, décembre 2010 -  (ISBN 978-2-7443-1653-1))
- Blade, Voyageur de l'Infini 198, Opération Résilience (Éditions Vauvenargues, mars 2011 -  (ISBN 978-2-7443-1738-5))
- Blade, Voyageur de l'Infini 199, Les Chants de la Horde (Éditions Vauvenargues avec Patrick Eris, mai 2011 -  (ISBN 978-2-7443-1739-2))
- Blade, Voyageur de l'Infini 200, L'Arche de Bronze (Éditions Vauvenargues, juillet 2011 -  (ISBN 978-2-7443-1740-8))

## Nouvelles
- Le Cirque des Epées avec Patrick Eris dans Elric et la porte des mondes, (Fleuve noir, Rendez-vous ailleurs no 37, 2006)
- Anima Mundi, avec Patrick Eris dans Fauves et Métamorphoses (coll. Pueblos, Ed. CDS 2010)
- Metal, avec Patrick Eris dans Tarot (Ed. Voy'El 2010)
- Nouvelle Science, avec Patrick Eris dans Eternelle Jeunesse (Reflets d'Ailleurs, Asgard Éditions 2011)